# Abutilon julianae
Abutilon julianae (Engels: Norfolk Island Abutilon) is een plant uit de kaasjeskruidfamilie (Malvaceae). De soort is endemisch op het eiland Norfolk en het nabijgelegen Phillip Island.
Het is een struik van ongeveer 1 meter hoogte met grijze donzige hartvormige bladeren (3-9 cm lang) en solitaire, gele bloemen. De struik groeit in open gebieden tussen gras en op rotsachtige klippen. In het verleden werd de soort op Phillip Island bedreigd door begrazing van wilde geiten, varkens en konijnen en op Norfolk door vee. Deze dieren zijn op op Phillip Island uitgeroeid en op Norfolk is het vee verwijderd uit het nationaal park Norfolk Island. Andere bedreigingen zijn toerisme (vertrappen van de plant) en invasieve exotische planten.